# Rolf Gerner
Rolf Gerner (* 2. März 1941 in Kassel) ist ein deutscher Maler, Grafiker und Zeichner.

## Ausbildung
Gerner war von 1956 bis 1958 Schüler von Johannes Reinhold. Von 1958 bis 1961 machte er eine Ausbildung zum Schriftsetzer beim Bärenreiter-Verlag in Kassel. Gerner studierte von 1961 bis 1963 an der Werk-Kunstschule in Kassel. Von 1964 bis 1970 war er als Werbegraphiker tätig. 1965 debütierte er mit freien Zeichnungen. Von 1971 bis 2001 schuf er Gebrauchsgrafik im sozialen Bereich, machte Öffentlichkeitsarbeiten und befasste sich mit freier Kunst. Seit 2001 ist Gerner freischaffend.

## Werke
Gerner malte Landschaften, wie beispielsweise Motive aus Dalmatien, Stillleben und Figürliches. Seine Werke haben häufig zeitkritische und ironische Züge. Linear- und umrissbetonte Zeichnungen und Farbradierungen haben z. T. collagehafte Wirkung im Sog realistischer Strömungen der 1960 bis 1970er Jahre, mit deutlichen Bezügen zu Magischem Realismus und Surrealismus, wie im Werk Blumenbomber von 1972. Er malte aber auch im Stil der Pop-art. Bei den frühen Ölgemälden werden bei Stillleben und Landschaften zudem Einflüsse der niederländischen Malerei und der Neuen Sachlichkeit erkennbar wie im Abendstilleben von 1969. In den 1980er Jahren wandte er sich vertieft der Ölmalerei zu. Anschließend schuf er Baum-, Fels- und Flussmotive von Fulda, Werra und Weser, in denen sich sein Interesse für Strukturen und Morphologie ausdrückt.
Gerner lebt in Kassel.

## Ausstellungen
- 1975 Mühlen-Galerie, Gütersloh
- 1975 Studio Kausch, Kassel
- 1977 Panorama-Galerie, Wiesbaden
- 1980 Kunstverein Coburg, Coburg
- 1981 Schloss Bellevue, Kassel
- 1986 Galerie Harmening, Bückeburg
- 1988 Rathaus, Kassel
- 1989 Ständehaus, Kassel
- 1991 Bürgerhalle, Bad Salzuflen,
- 1992 Kulturverein Helmstadt
- 1992 Kunstpavillon Soest
- 2001 Realismus-Galerie Fuldatal
- 2005 Rathaus Baunatal
- 2006  Altes Forstamt, Eiterhagen,
- 2017 Kloster Hasungen[1]